# Українці Санкт-Петербурга
Українці в Санкт-Петербурзі — назва осіб української національності, які проживають тимчасово або постійно в місті Санкт-Петербурзі. За даними перепису населення в 2010 році на території міста проживають 64446 українців, що становить 1,52 % від усього населення Петербурга, що формально робить її найбільшою діаспорою в місті.
Події російсько-української війни в 2014 році призвели до значного притоку біженців зі східних областей України, зокрема, за даними на червень 2014 року в місті було розглянуто 22 тисячі заяв від біженців з початку року, однак їх реальне число значно вище, що свідчить про ймовірне збільшення української діаспори в місті в майбутньому .

## Чисельність
За офіційними даними на 2010 рік, 64446 чоловік визначили себе як українці, проте їх число перевищує 150,000 чоловік, який, крім цього, не враховує багатьох жителів, які втратили в результаті асиміляції свою українську ідентичність і які вважають себе росіянами. Реальна кількість всіх українців Петербурга може досягати приблизно 300 тисяч осіб. За словами в. о. консула Санкт-Петербурга кожен другий петербуржець в тій чи іншій мірі має українське коріння, про що свідчить наявність прізвищ мешканців міста з закінченнями -енко, -ук, -юк, -ак, -ий, -шин і інші.

## Історія
Українська діаспора в минулому іменована як малоросійська — існувала фактично з початку заснування міста з утворенням полтавського земляцтва, активно брала участь в будівництві Петербурга і надалі сприяла переселенню і облаштування в місті українців. У 1798 році в місті була видана поема І. Котляревського «Енеїда» українською мовою . Формування української громади почалося ще в XIX столітті, і вона стрімко росла, досягнувши приблизно позначки більш 10,000 чоловік до початку ХХ століття . Культурна схожість з росіянами перешкоджала створенню національних організацій. Однак перша така організація «Громада» почала діяти в 1858 році. У 1861-1862 роках видавався журнал українською мовою «Основа». У ці ж часи з ініціативи Тараса Шевченка була організована ще одна велика національна організація — Земляцтво імені Тараса Шевченка, воно стало випускати українською мовою газету «Кобзар».
У 20-30-х роках ХХ століття свою роботу розпочав Український дім освіти, який ставив театральні п'єси українських авторів. Крім цього вихідці з України становили 30-40 % лікарів військово-медичної академії .

## Сьогодення
Умовно сучасна українська діаспора поділена на 2 частини: перша існувала протягом кількох поколінь і виявилася схильна до асиміляції і втратила свою національну ідентичність, перетворившись в типових міських громадян з характерними прізвищами . Друга частина пам'ятає українську мову і багато з них можуть готувати українські страви. Вони також найчастіше мають родичів в Україні.
При цьому більшість українців налаштовані про-російськи і про-радянськи (старше покоління). Українська діаспора може відзначати дні Івани Купали, День Святого Миколая і День незалежності.
Українська діаспора широко представлена в колі вчених, лікарів, бізнесменів, працівників ресторанної сфери і студентів. Характерно, що більшість петербурзьких священнослужителів приходів із західної України.
З 1997 року в місті діє «Українська національно-культурна автономія», метою якої є пропаганда культурно-творчої спадщини України. Організація користується підтримкою з боку міської влади та володіє власним «будинком національностей» на Моховій, 15. Сьогодні, крім цього, в місті діють такі українські організації, як "Українська Громада Санкт-Петербурга «Славутич»", «Полтавське земляцтво», «Союз Донбасівців», «Філія Всесвітнього клубу одеситів — Клуб одеситів Санкт-Петербурга „Північна Пальміра“» і «Товариство імені Тараса Шевченка», які щороку організовують заходи, такі, як «Гоголівські дні», «Українська весна» і безліч інших. Обговорювалося питання про створення двомовних гімназій з основними мовами: російською та українською для дітей української діаспори.
У Петербурзі розташовано безліч ресторанів і кафе, де готують українські національні страви. Найперша з них була відкрита в 1997 році. Також видаються 3 українські газети, присвячені Україні та українській діаспорі, одначе всі вони виходять російською мовою.

## Біженці
Події російсько-українського війни в 2014 році призвели до значного притоку біженців зі східних областей України в різні регіони Росії, в тому числі і Санкт-Петербург, зокрема, за даними на червень 2014 року в місті було розглянуто 22 тисячі заяв від біженців з початку року, проте їх реальна кількість значно вище, що говорить про ймовірне збільшення української діаспори в місті у майбутньому. Переважна більшість біженців прибули з південно-східних областей України, є поодинокі випадки серед біженців, які прибули із заходу України . Одначе, за словами представників міграційної служби Петербурга, це лише несуттєво збільшує потік українських іммігрантів в порівнянні з минулим роком, які приїздять в місто в основному на заробітки . З іншого боку, загальне положення біженців з України сприятливіші, ніж в Ростовській або Бєлгородської областях, так як більшість біженців мають родичів в Петербурзі і знаходять у них всіляку підтримку.

## Персоналії
- Гоголь Микола Васильович — український письменник, класик російської літератури.
- Короленко Володимир Галактіонович — російський та український письменник, журналіст, публіцист і громадський діяч
- Матвієнко Валентина Іванівна — 2-й губернатор Санкт-Петербурга (2003–2011)
- Шевченко Тарас Григорович — український поет, письменник, художник, громадський та політичний діяч. Національний герой України.
- Шевчук Олександр Андрійович — російський письменник.